# Powiat olsztyński
Powiat olsztyński – powiat w Polsce (województwo warmińsko-mazurskie) utworzony w 1999 w ramach reformy administracyjnej. Wcześniej istniał w latach 1818-1975. Jego siedzibą jest Olsztyn.
W skład powiatu wchodzą:
- gminy miejsko-wiejskie: Barczewo, Biskupiec, Dobre Miasto, Jeziorany, Olsztynek
- gminy wiejskie: Dywity, Gietrzwałd, Jonkowo, Kolno, Purda, Stawiguda, Świątki
- miasta: Barczewo, Biskupiec, Dobre Miasto, Jeziorany, Olsztynek

Według danych z 1 stycznia 2011 r. powierzchnia powiatu wynosiła 2838,02 km². Jest to pod tym względem drugi powiat w Polsce, większy jest jedynie powiat białostocki.
Według danych z 31 grudnia 2019 roku powiat zamieszkiwało 126 781 osób. Natomiast według danych z 30 czerwca 2020 roku powiat zamieszkiwało 127 205 osób.

## Demografia
Według danych z 31 grudnia 2010 r. powiat miał 118 063 mieszkańców.

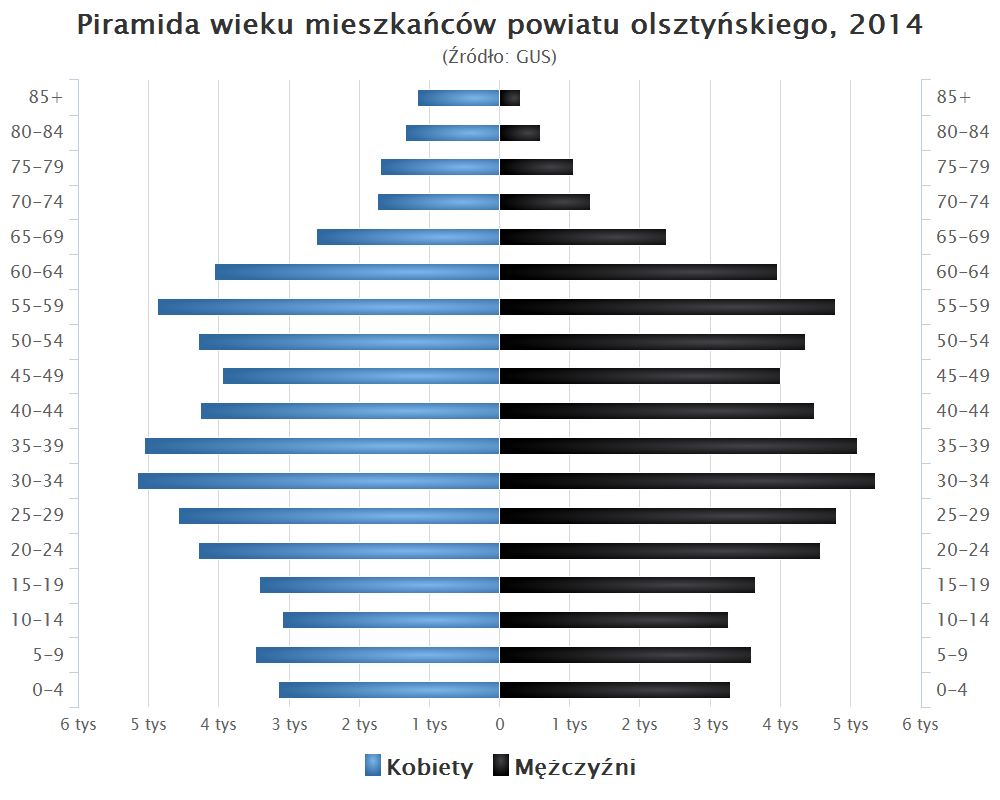
Piramida wieku mieszkańców powiatu olsztyńskiego w 2014 roku

Liczba ludności (dane z 30 czerwca 2005):
|        | Ogółem  | Ogółem | Kobiety | Kobiety | Mężczyźni | Mężczyźni |
| osób   | %       | osób   | %       | osób    | %         |           |
| ------ | ------- | ------ | ------- | ------- | --------- | --------- |
| Ogółem | 112 934 | 100    | 57 080  | 50,54   | 55 854    | 49,46     |
| Miasto | 39 316  | 34,81  | 20 569  | 18,21   | 18 747    | 16,60     |
| Wieś   | 73 618  | 65,19  | 36 511  | 32,33   | 37 107    | 32,86     |

▶Wieś vs ▶miasto
Ogółem (▶k, ▶m)
Miasto (▶k, ▶m)
Wieś (▶k, ▶m)

### Ludność w latach
- 1965 – 46 800
- 1966 – 45 100
- 1970 – 45 600
- 1971 – 44 900
- 1972 – 45 500

W latach 1975–1998 powiat nie istniał
- 1999 – 114 021
- 2000 – 114 303
- 2001 – 114 733
- 2002 – 110 962
- 2003 – 111 850
- 2004 – 112 440
- 2005 – 113 360
- 2006 – 113 848

## Gospodarka
W końcu września 2019 liczba zarejestrowanych bezrobotnych w powiecie olsztyńskim obejmowała ok. 3,4 tys. mieszkańców, co stanowi stopę bezrobocia na poziomie 8,6% do aktywnych zawodowo.

## Samorząd
Siedzibą władz powiatu jest miasto Olsztyn. Organem uchwałodawczym samorządu jest Rada Powiatu w Olsztynie, w której skład wchodzi 23 radnych. Rada wybiera organ wykonawczy, którym jest Zarząd Powiatu w Olsztynie składający się z 5 członków. Na czele zarządu stoi starosta olsztyński.

## Historia

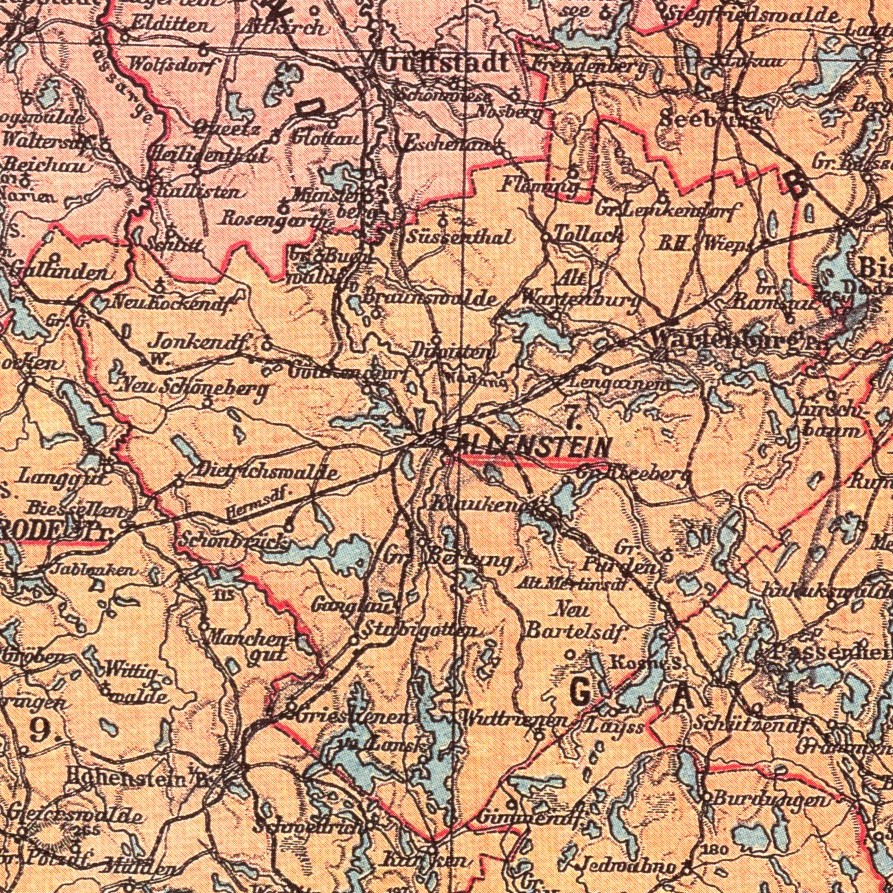
Powiat olsztyński (1818-1975), mapa z 1910

Powiat olsztyński (Kreis Allenstein) utworzony został w 1818 roku z połączenia dawnych komornictw olsztyńskiego i wartemborskiego (barczewskiego) istniejących od połowy XIV wieku do 1772 roku w obrębie Warmii. W 1910 miasto Olsztyn zostało wydzielone jako powiat miejski (Stadtkreis), a pozostała część funkcjonowała jako powiat ziemski (Landkreis Allenstein). Powiat ten istniał do 1945 roku w ramach państwa pruskiego w rejencji Królewiec, a później rejencji Olsztyn w prowincji Prusy, a później Prusy Wschodnie.
Był mniejszy od dzisiejszego powiatu i liczył 1 302,67 km² powierzchni oraz 57 150 ludności (1939). Oprócz wydzielonego Olsztyna (Stadtkreis Allenstein) na terenie powiatu ziemskiego było tylko jedno miasto – Barczewo (Wartenburg).
Po 1945 znalazł się w niezmienionym kształcie w granicach Polski. Należał do okręgu mazurskiego (1945–1946), a później do województwa olsztyńskiego (1946–1975). W 1973 roku do powiatu dołączono miasto Olsztynek i sąsiadujące z nim gminy. Powiat został zlikwidowany w ramach reformy administracyjnej w 1975 roku.
W 1999 w ramach reformy administracyjnej powiat przywrócono w nowych powiększonych granicach.

## Starostowie
Starostowie (Landräte) powiatu olsztyńskiego do 1945 roku: 
| 1818–     | Friedrich Erdmann von Pastau                             |
| 1824–     | von Knoblauch                                            |
| 1831      | von Surkow                                               |
| 1832–1841 | von Tucholka                                             |
| 1841      | Moritz von Lavergne-Peguilhen (1801–1870) (komisaryczny) |
| 1841–1861 | Friedrich Wilhelm Martens                                |
| 1861–1871 | Otto Gisevius (Gizewiusz) (1821–1871)                    |
| 1872–1877 | Ernst von den Brincken (1835–1895)                       |
| 1878–1899 | Wilhelm Eduard August Kleemann                           |
| 1899–1906 | Felix Krahmer                                            |
| 1907–1915 | Walter Pauly (1871–1959)                                 |
| 1915–1917 | von Baumbach (komisaryczny)                              |
| 1917–1920 | Friedrich Otto Dilthey (komisaryczny)                    |
| 1919–1935 | Georg von Brühl                                          |
| 1935–1938 | Geßner                                                   |
| 1938      | Franke                                                   |
| 1939–1945 | Heinrich von Bünau (1906–1992)                           |

Starostowie po 1945 roku:
| 1945      | Olgierd Donimirski |
| 1945      | Michał Musiał      |
| 1945–1948 | Julian Domini      |

Starostowie olsztyńscy od 1999 roku:
| 1998–2008 | Adam Antoni Sierzputowski |
| 2008–2014 | Mirosław Pampuch          |
| 2014–2018 | Małgorzata Chyziak        |
| 2018–     | Andrzej Abako             |

## Sąsiednie powiaty
- powiat mrągowski
- powiat szczycieński
- powiat nidzicki
- powiat ostródzki
- powiat lidzbarski
- powiat bartoszycki
- powiat kętrzyński